# Arezzo (pokrajina)
Pokrajina Arezzo (talijanski: Provincia di Arezzo) je jedna od 109 talijanskih pokrajina, koja se nalazi u regiji Toskana u središnjoj Italiji.
Glavni grad pokrajine je istoimeni grad Arezzo s 98 144 stanovnika, udaljen 70 km jugoistočno od regionalnog centra Firenze.

## Geografske karakteristike
Provincija Arezzo prostire se po brdima Toskane i obroncima Apenina na površini od 3 236 km², u njoj živi 343 676 stanovnika (2011. godine).

## Vanjske poveznice
- (tal.) Službene stranice pokrajine Arezzo